# Platythyrea lamellosa
Platythyrea lamellosa är en myrart som först beskrevs av Julius Roger 1860.  Platythyrea lamellosa ingår i släktet Platythyrea och familjen myror. Inga underarter finns listade i Catalogue of Life.

## Bildgalleri

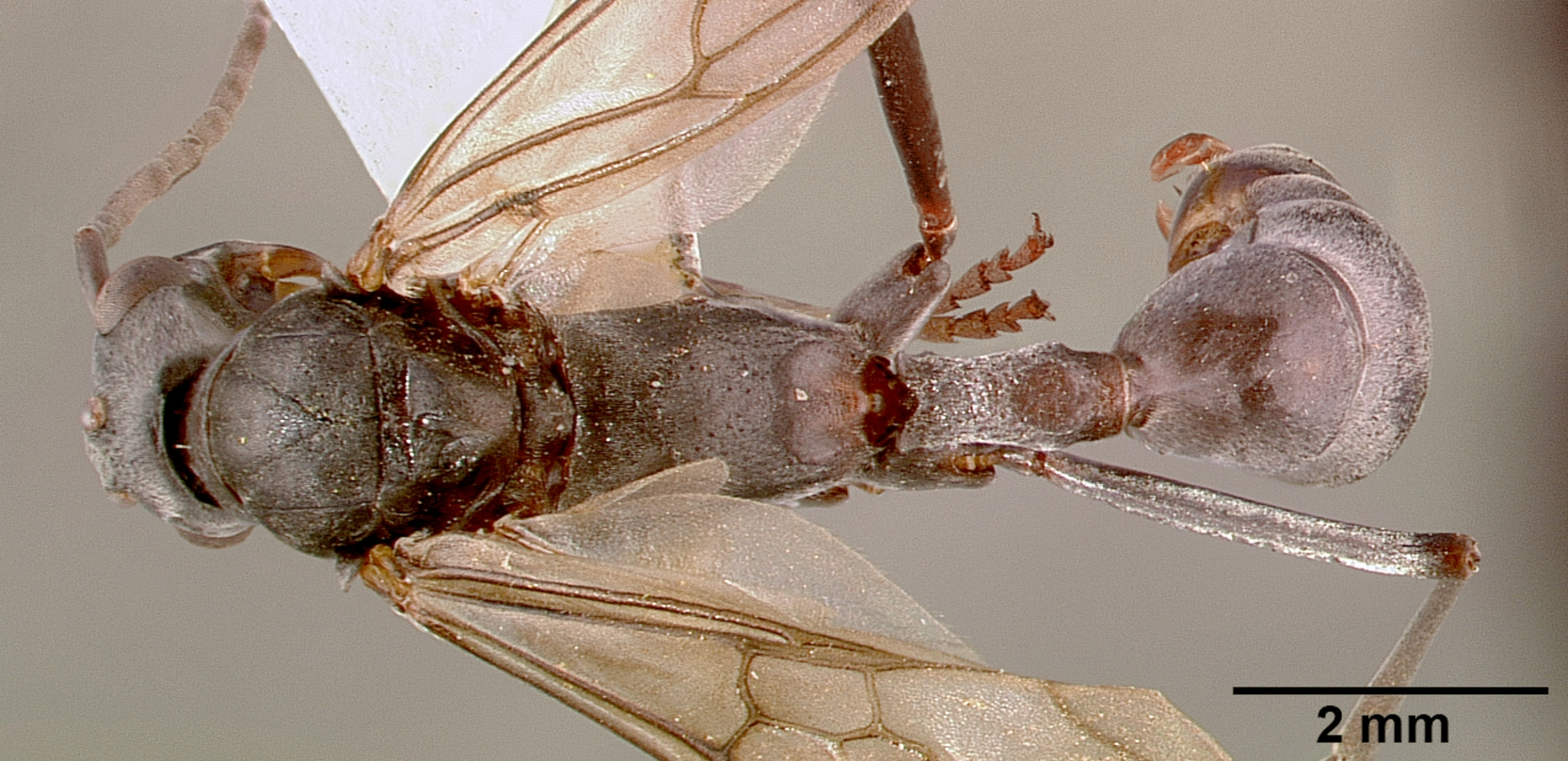
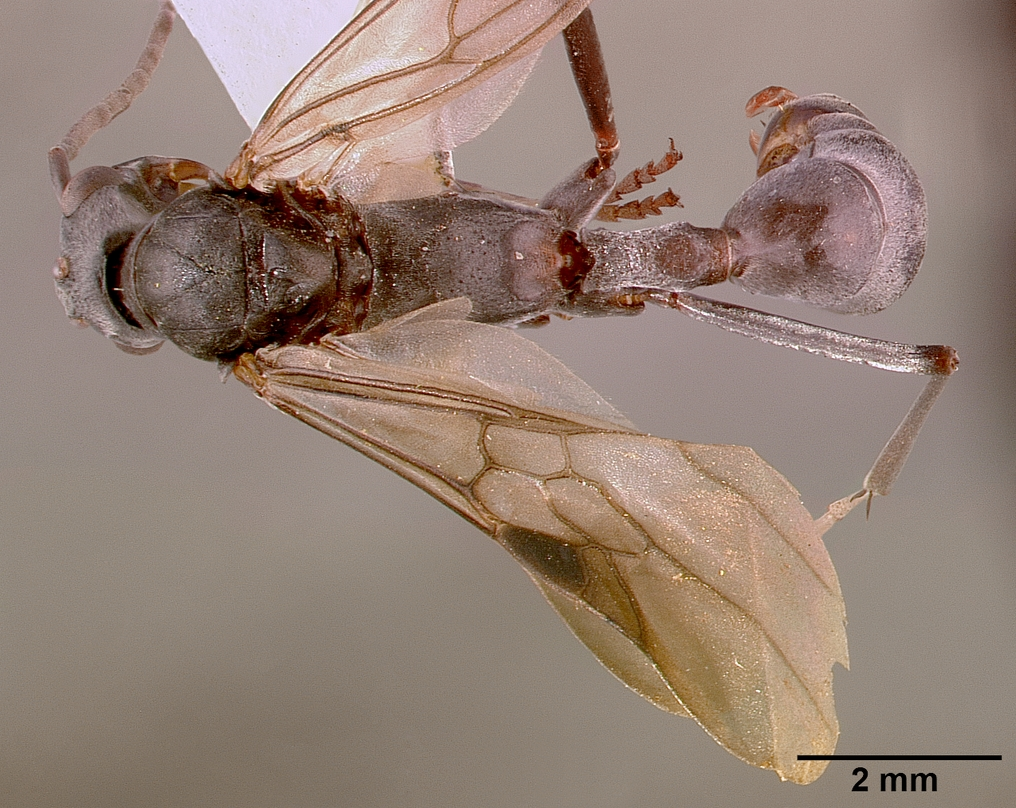
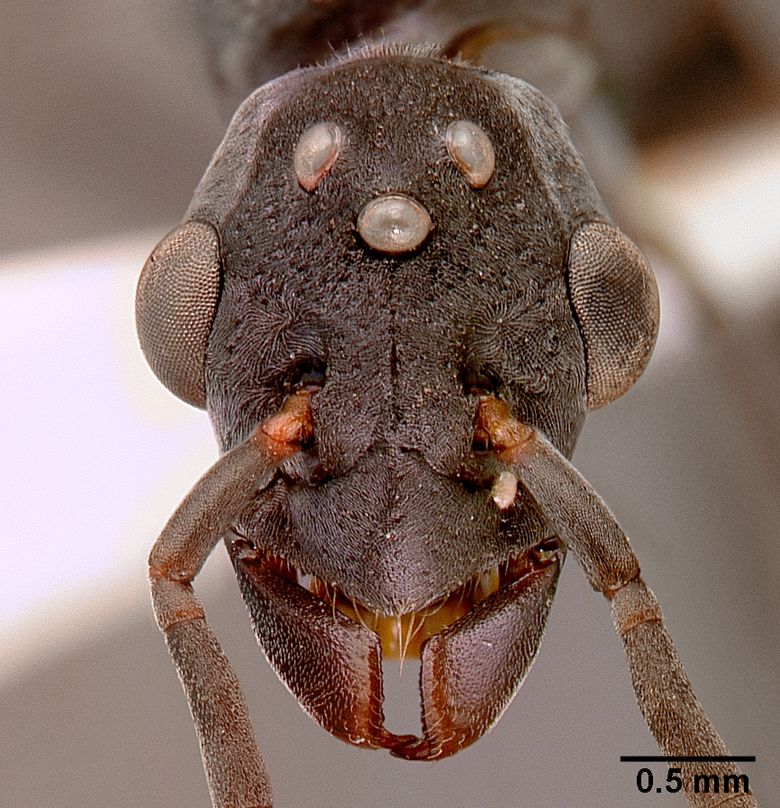
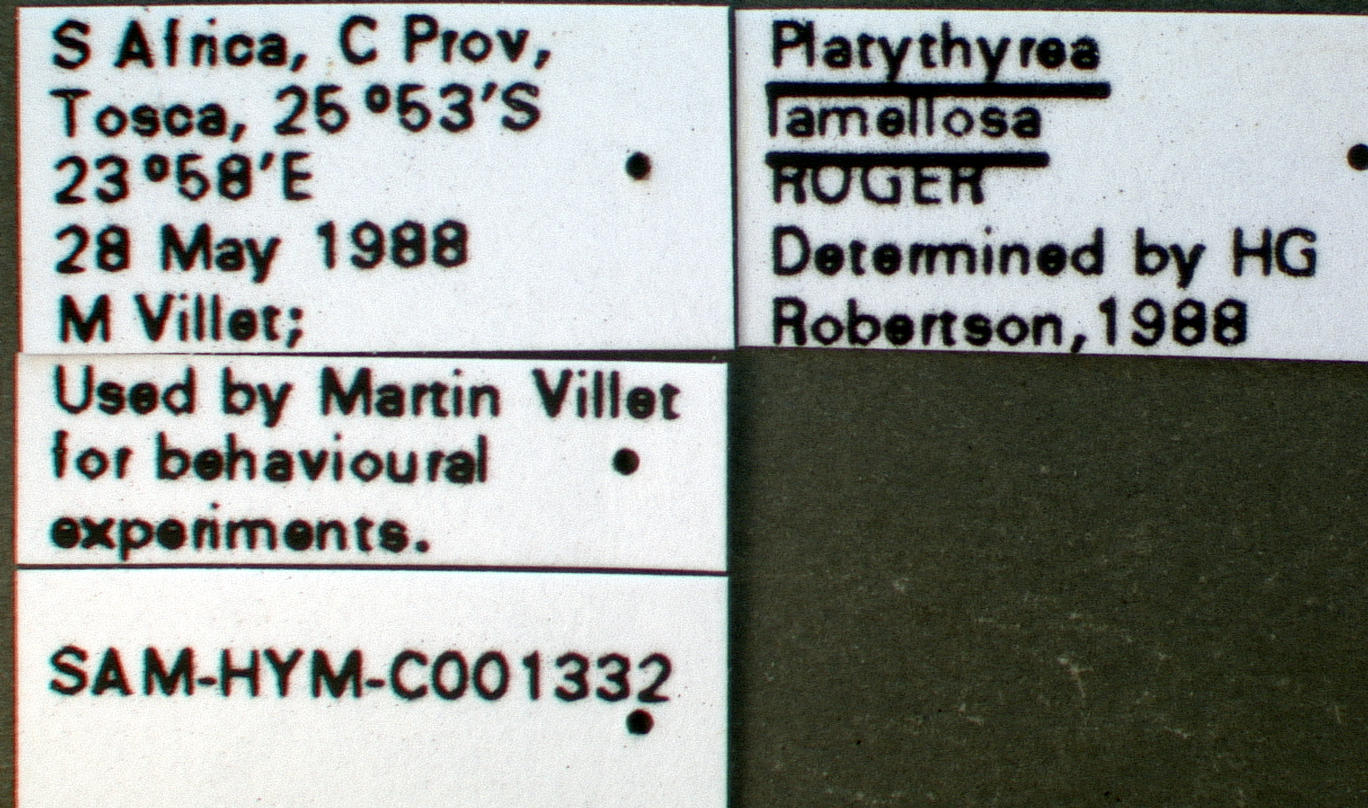
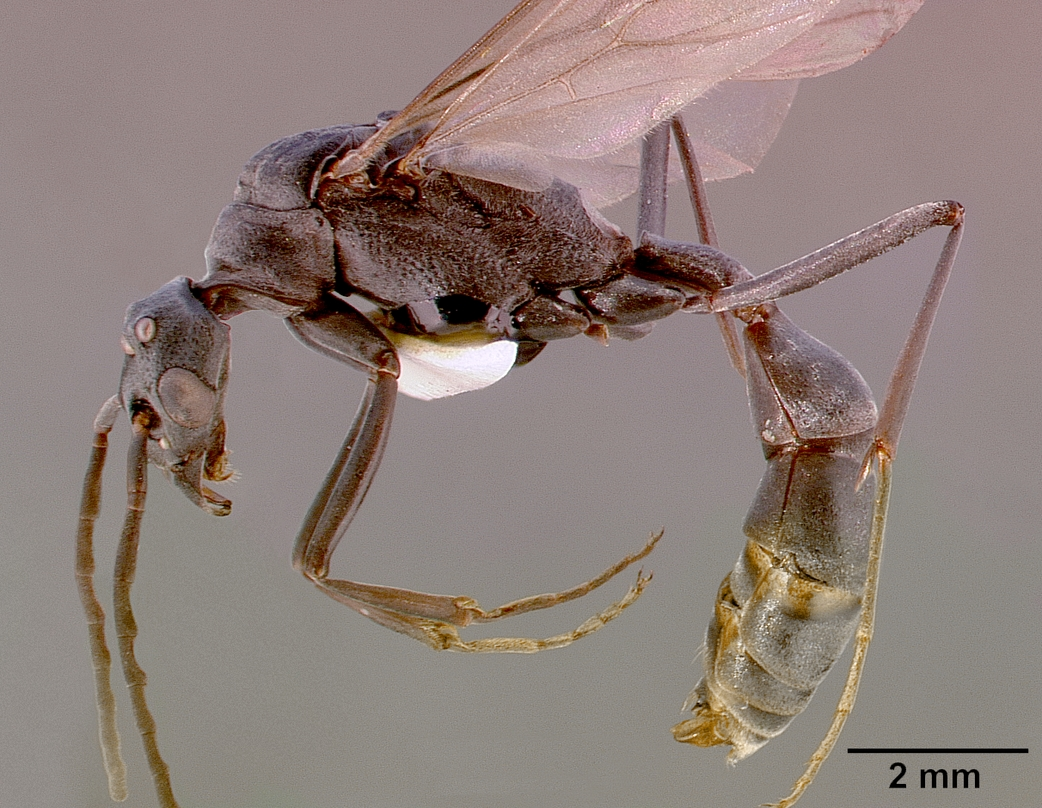
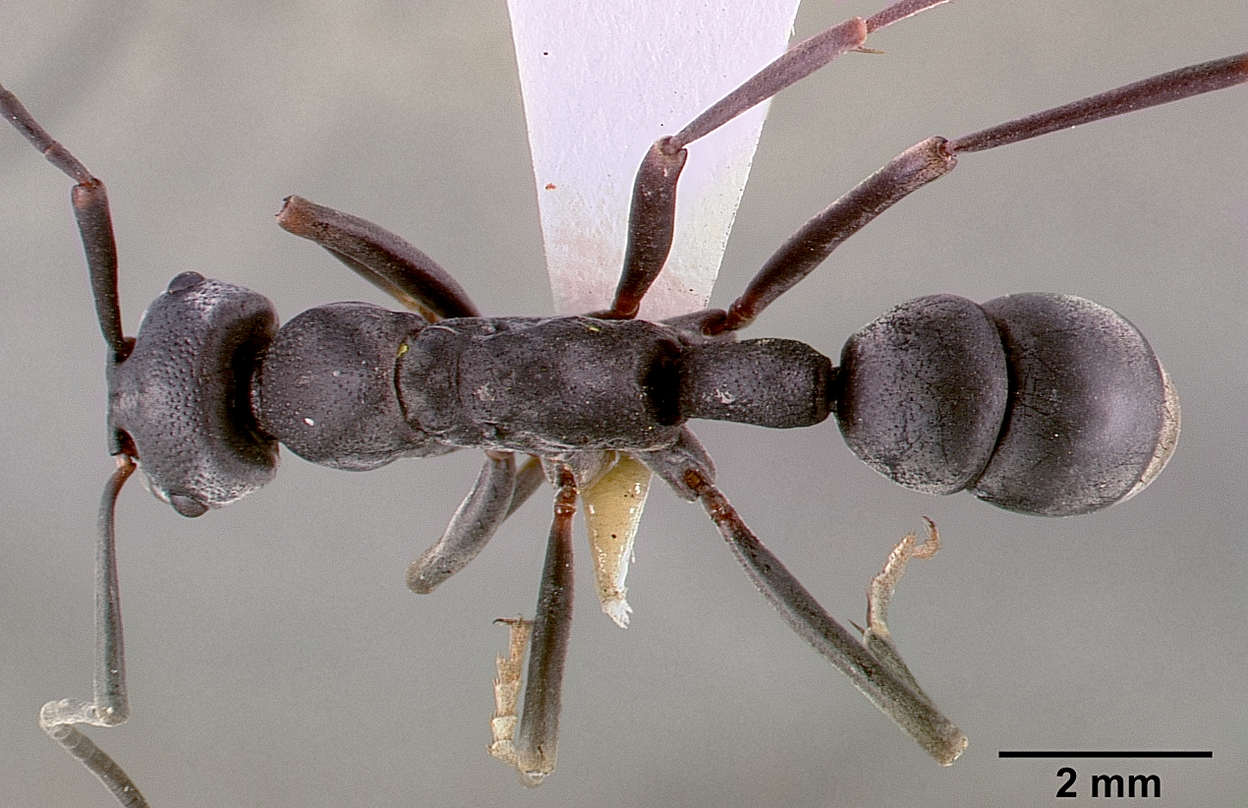